# Ludność Suwałk

## LudnośćSuwałk
- 1800 – 1184[1]
- 1808 – 1257   (w tym 44 Żydów)[1]
- 1815 – 1000  [1]
- 1827 – 3778   (w tym 1209 Żydów)[1]
- 1886 – 19 367[2]
- 1890 – 20 592   (w tym 12 540 Żydów)[1]
- 1897 – 17 900   (w tym 7165 Żydów)[1]
- 1921 – 16 780[3]
- 1931 – 21 957   (Drugi Powszechny Spis Ludności)
- 1937 – 22 120[3]
- 1939 – 24 000   (w tym 6 000 Żydów)[1]
- 1946 – 13 670   (spis statystyczny)
- 1950 – 15 456   (spis powszechny)
- 1955 – 19 105
- 1960 – 19 868   (spis powszechny)
- 1961 – 20 300
- 1962 – 20 700
- 1963 – 21 300
- 1964 – 21 800
- 1965 – 22 033
- 1966 – 22 500
- 1967 – 23 600
- 1968 – 24 000
- 1969 – 24 400
- 1970 – 25 572   (spis powszechny)
- 1971 – 26 454
- 1972 – 27 500
- 1973 – 28 300
- 1974 – 29 386
- 1975 – 30 558
- 1976 – 32 000
- 1977 – 33 900
- 1978 – 35 900   (spis powszechny)
- 1979 – 38 500
- 1980 – 40 662
- 1981 – 43 237
- 1982 – 44 624
- 1983 – 46 608
- 1984 – 48 830
- 1985 – 51 406
- 1986 – 53 831
- 1987 – 55 893
- 1988 – 57 849   (spis powszechny)
- 1989 – 59 625
- 1990 – 61 256
- 1991 – 62 835
- 1992 – 63 913
- 1993 – 64 923
- 1994 – 65 797
- 1995 – 66 624
- 1996 – 67 254
- 1997 – 67 742
- 1998 – 68 331
- 1999 – 68 815
- 2000 – 69 092
- 2001 – 69 054
- 2002 – 69 031   (spis powszechny)
- 2003 – 69 014
- 2004 – 69 113
- 2005 – 69 268
- 2006 – 69 246[4]
- 2007 – 69 281[5]
- 2008 – 69 554[6]
- 2009 – 69 499[7]
- 2010 – 69 527[8]
- 2011 – 69 210[9]
- 2012 – 69 404[10]
- 2013 – 69 317[11]
- 2014 – 69 316[12]
- 2015 – 69 370[13]
- 2016 – 69 626[14]
- 2017 – 69 554[15]
- 2018 – 69 827[16]
- 2019 – 69 758[17]
- 2020 – 69 639[18]

## Powierzchnia Suwałk
- 1995 – 65,24 km²
- 2004 – 65,50 km²
- 2006 – 65,51 km²
- 2009 – 65,61 km²